# Tupapa FC
Tupapa Maraerenga Football Club – klub piłkarski z Wysp Cooka. Obecnie gra w I lidze Wysp Cooka, a także w Pucharze Wysp Cooka. Do tej pory drużyna 7 razy była mistrzem kraju i 4 razy zdobywcą Pucharu Kraju.

## Sukcesy
- I liga Wysp Cooka: 19

1992, 1993, 1998, 2001, 2002, 2003, 2007, 2010, 2011, 2012, 2014, 2015, 2017, 2018, 2019, 2020, 2022, 2023, 2024
- Puchar Wysp Cooka: 9

1978, 1998, 1999, 2004, 2009, 2013, 2015, 2018